# Richard Zedník
Richard Zedník (* 6. Januar 1976 in Banská Bystrica, Tschechoslowakei) ist ein ehemaliger slowakischer Eishockeyspieler und -trainer, der im Verlauf seiner aktiven Karriere zwischen 1994 und 2011 unter anderem 793 Spiele für die Washington Capitals, Canadiens de Montréal, New York Islanders und Florida Panthers in der National Hockey League auf der Position des rechten Flügelstürmers bestritten hat. Seinen größten Karriereerfolg feierte Zedník im Trikot der slowakischen Nationalmannschaft mit dem Gewinn der Bronzemedaille bei der Weltmeisterschaft 2003. Zuletzt war er bis 2021 Assistenztrainer beim HC 05 Banská Bystrica und ist dort jetzt Assistent des General-Managers.

## Karriere

### Spielerkarriere
Richard Zedník begann seine Karriere in seiner Heimatstadt beim SK Banská Bystrica. Seinen ersten Einsatz in der Herrenmannschaft hatte er in der Saison 1993/94 in der zweitklassigen 1. Liga der Slowakei. Zedník machte die Scouts der NHL erstmals bei den Junioren-Europameisterschaften 1993 und 1994 auf sich aufmerksam, als er dort sein Heimatland vertrat. Beim NHL Entry Draft 1994 wählten ihn die Washington Capitals in der zehnten Runde als 249. aus. Er wechselte gleich darauf nach Übersee und spielte für die Portland Winter Hawks, die ihn beim CHL Import Draft 1994 als insgesamt 18. Spieler gezogen hatten, in der Western Hockey League.
Kurz vor Ende der Saison 1995/96 kam er zu seinem Debüt für die Capitals in der NHL. Nachdem er im folgenden Jahr bei den Portland Pirates in der AHL gespielt hatte, schaffte er in der Saison 1997/98 dank seiner Schnelligkeit und seines präzisen Schusses den endgültigen Durchbruch in der NHL. Nach neun Toren in der regulären Saison traf er in 17 Playoffpartien sieben Mal. Im März 2001 gaben die Capitals ihn zusammen mit Jan Bulis und einem Erstrunden-Draftrecht an die Canadiens de Montréal ab und erhielten Trevor Linden, Dainius Zubrus und ein Draftrecht im Gegenzug. In Montréal war er unter anderem mit seinem körperbetonten Spiel eine Bereicherung für das Team. Er verbesserte seine Statistiken Jahr für Jahr und erzielte in der Saison 2002/03 erstmals über 30 Tore.
Zur Saison 2006/07 kehrte er zu den Washington Capitals zurück, doch noch vor Ende der Saison wechselte er zu den New York Islanders. Für die darauffolgende Spielzeit unterschrieb er als Free Agent bei den Florida Panthers. Die Saison 2009/10 verbrachte er bei Lokomotive Jaroslawl in der Kontinentalen Hockey-Liga. Im Anschluss unterschrieb er einen Kontrakt in seiner Heimat bei HC 05 Banská Bystrica, ehe Zedník im Januar 2011 zu AIK Ishockey in die Elitserien wechselte. Am Saisonende wurde sein Vertrag nicht verlängert und er ist seither vereinslos. 

#### Halsverletzung
Am 10. Februar 2008 bei der Partie der Buffalo Sabres gegen die Florida Panthers verletzte sich Zedník schwer. Während des Schlussdrittels zog er sich einen Schnitt an der Halsschlagader zu, nachdem er vom Schlittschuh seines fallenden Mannschaftskollegen Olli Jokinen unglücklich getroffen wurde. Zedník lief daraufhin aus eigener Kraft und stark blutend zur Spielerbank, wo er umgehend behandelt wurde. Nachdem bekannt wurde, dass Zedníks Gesundheitszustand auf dem Weg ins Krankenhaus stabilisiert wurde, entschied die NHL das Spiel fortzusetzen. Die Schnittwunde wurde später in einem Krankenhaus in Buffalo operativ versorgt.
Die Verletzung Zedníks stellte in den folgenden Tagen die Sicherheit der Spielerausrüstung in Frage und brachte eine Diskussion um die Einführung eines Schutzes für den Halsbereich hervor. Knapp eineinhalb Monate nach der Verletzung, am 19. März, kehrte Zedník erstmals auf das Eis zurück und lief für etwa fünf bis zehn Minuten vor dem eigentlichen Training der Panthers einige Runden.

#### International
Richard Zedník vertrat seit 1993 sein Heimatland bei internationalen Titelkämpfen. Seine erste Berufung erhielt er zur Europameisterschaft der U18-Junioren 1993. In den folgenden drei Jahren nahm er an einer weiteren U18-Europa- und einer U20-Weltmeisterschaft teil. Seinen ersten Einsatz im slowakischen Herren-Nationalteam hatte er beim World Cup of Hockey 1996. Außerdem nahm er an den Weltmeisterschaften 2001, 2003 und 2005 teil. Ein weiterer Höhepunkt war die Berufung in den Kader der Nationalmannschaft für die Olympischen Winterspiele 2006 in Turin.

### Trainerkarriere
Ab 2011 trainierte Zedník die Jugendmannschaft des HC Slovan Trstena. Im Winter 2011 ging Zednik als Jugendtrainer zum HK Altis Námestovo und entkam beim Einsturz des Dachs der dortigen Eishalle am 25. Januar 2012 nur knapp einer Katastrophe. Er leitete zum Zeitpunkt des Einsturzes die zweite Trainingseinheit seines Teams und rief bei den ersten Anzeichen des bevorstehenden Einsturzes geistesgegenwärtig die Kinder vom Eis.
Zwischen 2014 und 2018 und 2020/21 war Zedník Assistenztrainer beim HC 05 Banská Bystrica. Derzeit ist er dort Assistent des General-Managers.

## Erfolge und Auszeichnungen
- 1994 Aufstieg in die U18-Junioren-B-Europameisterschaft bei der U18-Junioren-C-Europameisterschaft
- 2003 Bronzemedaille bei der Weltmeisterschaft
- 2017 Slowakischer Meister mit dem HC 05 Banská Bystrica (als Assistenztrainer)
- 2018 Slowakischer Meister mit dem HC 05 Banská Bystrica (als Assistenztrainer)

## Karrierestatistik

### International
Vertrat die Slowakei bei:
| - U18-Junioren-C-Europameisterschaft 1993 - U18-Junioren-C-Europameisterschaft 1994 - U20-Junioren-Weltmeisterschaft 1996 - World Cup of Hockey 1996 - Weltmeisterschaft 2001 - Weltmeisterschaft 2003 | - World Cup of Hockey 2004 - Weltmeisterschaft 2005 - Olympischen Winterspielen 2006 - Olympischen Winterspielen 2010 - Weltmeisterschaft 2011 |

(Legende zur Spielerstatistik: Sp oder GP = absolvierte Spiele; T oder G = erzielte Tore; V oder A = erzielte Assists; Pkt oder Pts = erzielte Scorerpunkte; SM oder PIM = erhaltene Strafminuten; +/− = Plus/Minus-Bilanz; PP = erzielte Überzahltore; SH = erzielte Unterzahltore; GW = erzielte Siegtore; 1 Play-downs/Relegation; Kursiv: Statistik nicht vollständig)

## Sonstiges
Von 2002 bis 2009 war er mit der franko-kanadischen Schauspielerin Jessica Welch liiert. Das Paar war in dieser Zeit von 2005 bis 2008 verheiratet und hat aus der Bindung eine gemeinsame Tochter, die 2003 geboren wurde.